# Adrian Banks
Adrian Gerard Banks (Memphis, 9 febbraio 1986) è un cestista statunitense con cittadinanza israeliana.

## Carriera
Banks è cresciuto nell'università di Northwest Mississippi, per poi passare all'Arkansas State University, dove diventa il settimo giocatore nella storia del college ad aver realizzato più di 1000 punti.
Arriva in Europa nel 2008, dopo aver disputato ottime stagioni al college, e firma per il Verviers, con cui gioca 31 partite, con una media di 16,8 punti e 2,2 rimbalzi a partita.
L'anno successivo si trasferisce al Liegi dove disputa l'EuroChallenge.
Nel 2010 si trasferisce all'Elitzur Ironi Netanya. In Israele si mette in mostra, chiudendo la seconda annata come miglior realizzatore della Lega con oltre 21,5 punti (49,4% da due, 35,2% da tre, 82,5% ai liberi) e 3,2 assist di media a partita e laureandosi campione della gara delle schiacciate all'All Star Game.
Il 25 luglio 2012 firma un contratto annuale con la Cimberio Varese, dove in 40 incontri raggiunge una media di 13.9 punti a partita.
Il 26 agosto 2013 ritorna a giocare in Israele con l'Hapoel Gilboa Galil Elyon, dove resta fino all'8 novembre.
Il 25 novembre 2013 torna in Italia, ingaggiato di nuovo dalla Pallacanestro Varese, dove chiude la stagione con 17 punti a partita. Il 1º luglio 2014 viene ufficializzato fino al 2015 il passaggio alla Felice Scandone Basket Avellino. Il 25 luglio 2015 viene ufficializzato il passaggio a Brindisi.
Il 17 luglio 2018, Banks torna in Italia, vestendo ancora una volta la maglia della New Basket Brindisi. L'11 giugno 2020 firma un contratto biennale con la Fortitudo Bologna.
Il 14 giugno 2021, la Fortitudo esercita l'opzione di uscita dal contratto con Banks, il quale ritorna free agent. Esattamente un mese dopo, il 14 luglio successivo, Banks firma un annuale con la Pallacanestro Trieste. L'8 luglio 2022 firma per Treviso Basket dove consegna la salvezza nella penultima partita contro Virtus Bologna mettendo a segno un gioco da tre..
L'8 maggio 2023, torna alla Fortitudo Bologna, firmando un contratto fino al termine della stagione, per disputare i playoff di Serie A2 dove sigla 87 punti in 7 partite.
L'11 Novembre 2023 sigla un contratto con Bnei Herzliya, squadra israeliana.
Per la stagione 2024-25 firma con la Libertas Livorno. Al termine della stagione regolare la squadra conclude al diciassettesimo posto, accedendo così ai playout. In gara 5 contro Vigevano, nella gara che avrebbe decretato l'ultima squadra a salvarsi e l'ultima a retrocedere, Banks segna 43 punti, regalando la salvezza alla squadra toscana.
Il 23 maggio 2025, in seguito alla salvezza conseguita contro Vigevano, il presidente della Libertas Livorno Marco Benvenuti ha annunciato il ritiro della canotta numero 2, numero indossato da Banks durante la stagione in maglia labronica. 

## Caratteristiche tecniche
Banks è un giocatore estremamente tecnico, ha un ottimo tiro dal perimetro e possiede un buon ball handling. La sua arma principale è il tiro dalla media distanza e inoltre si dimostra molto bravo a subire falli dai giocatori avversari. Banks predilige la fase offensiva essendo un gran realizzatore, invece che quella difensiva, nella quale ha qualche piccola lacuna.

## Palmarès
- Supercoppa del Belgio: 1

Liegi: 2009